# Citroën ZX
De Citroën ZX is een model van de Franse autoproducent Citroën. De auto werd in 1991 gelanceerd als concurrent van onder andere de Volkswagen Golf in de compacte middenklasse. Het model moest, samen met de Citroën Xantia, de Citroën BX (die min of meer twee segmenten bediende) opvolgen, en werd gepositioneerd boven de Citroën AX. Citroën koos ervoor om de hydropneumatische vering niet toe te passen op de ZX, maar gaf het model een meesturende achteras mee. De ZX deelde deze techniek met de Peugeot 306, die een jaar later werd geïntroduceerd. De totale productie van de ZX bedraagt 1.709.215 stuks.

## Kenmerken
De auto werd samen met de Peugeot 306 ontworpen en had een passief meesturende achteras. Het ontwerp zelf werd een tikje saai bevonden, daarentegen werd de wegligging gewaardeerd net zoals het ruime interieur en de betaalbaarheid. Punt van kritiek vormde de eenarmige ruitenwisser, die als nadeel heeft dat de zijkant van de voorruit niet geheel schoon geveegd kan worden. De 'tweelingbroer' Peugeot 306 heeft door zijn meer aansprekende vormgeving meer succes gekend dan de ZX.

## Uitvoeringen

### Phase 1
De auto werd voorgesteld als "Collection", met een Reflex, Avantage, Aura en Volcane uitvoering. Later volgden er nog een Furio uitvoering en de 16-klepper. De ZX werd geïntroduceerd als een 3- en 5-deurs versie met 1.4i, 1.6i, en 1.9i benzinemotoren. In 1993 werd de 1.9i benzinemotor vervangen door de (in de Xantia) geïntroduceerde 1.8i en 2.0i 8V benzinemotor. Tevens werden de 1.9 diesel en 1.9 turbodieselmotor (met intercooler) in de ZX leverbaar. Citroën heeft een versie met de 1.1 liter benzinemotor (60 pk) geproduceerd, maar die is bijvoorbeeld in Nederland nooit officieel geïmporteerd.
De snelle ZX Volcane moest het vooral tegen de Golf GTI opnemen. De Volcane was aanvankelijk met de krachtigste 1.9i motor uitgerust, dit was een van de snelste Citroëns voor op de openbare weg. Maar kon toch geen vuist maken tegen de Golf GTI. De 1.9i Volcane versie werd in 1993 opgevolgd door de 2.0i Volcane. Tegelijkertijd werd de 16V-uitvoering geïntroduceerd met een nieuw ontwikkelde 2.0 16V motor (112 kW/155 pk). Hiermee kon Citroën concurreren met de Golf GTI. Het motorengamma was hiermee identiek, afgezien van de 1.1i, aan dat van de Peugeot 306. 

### Phase 2
Midden 1994 werd de ZX opgefrist. Van buiten is dit zichtbaar aan de open grille, het interieur kreeg o.a. een afgeronder stuur (met optie voor airbag). Ook werd een 'break' versie van de ZX verkrijgbaar.
Tegen het einde van de leverperiode werd nog een nieuwe 1.8 16v-motor geïntroduceerd en kreeg de 2.0 16v meer vermogen (167 pk). Helaas bleef bij de laatstgenoemde update de nieuwe 6-bak voorbehouden aan de technisch vrijwel identieke Peugeot 306 GTI.
De Citroën Xsara werd de opvolger van de ZX in 1998.

## Shenlong Fukang
In China wordt voor de binnenlandse markt de 'Shenlong Fukang' in sedanversie nog geproduceerd nadat de ZX in Europa al uit productie is genomen. Het betreft een auto die vrijwel identiek is aan de ZX, echter de 'Shenlong Fukang' heeft een kofferbak.

## Dakar

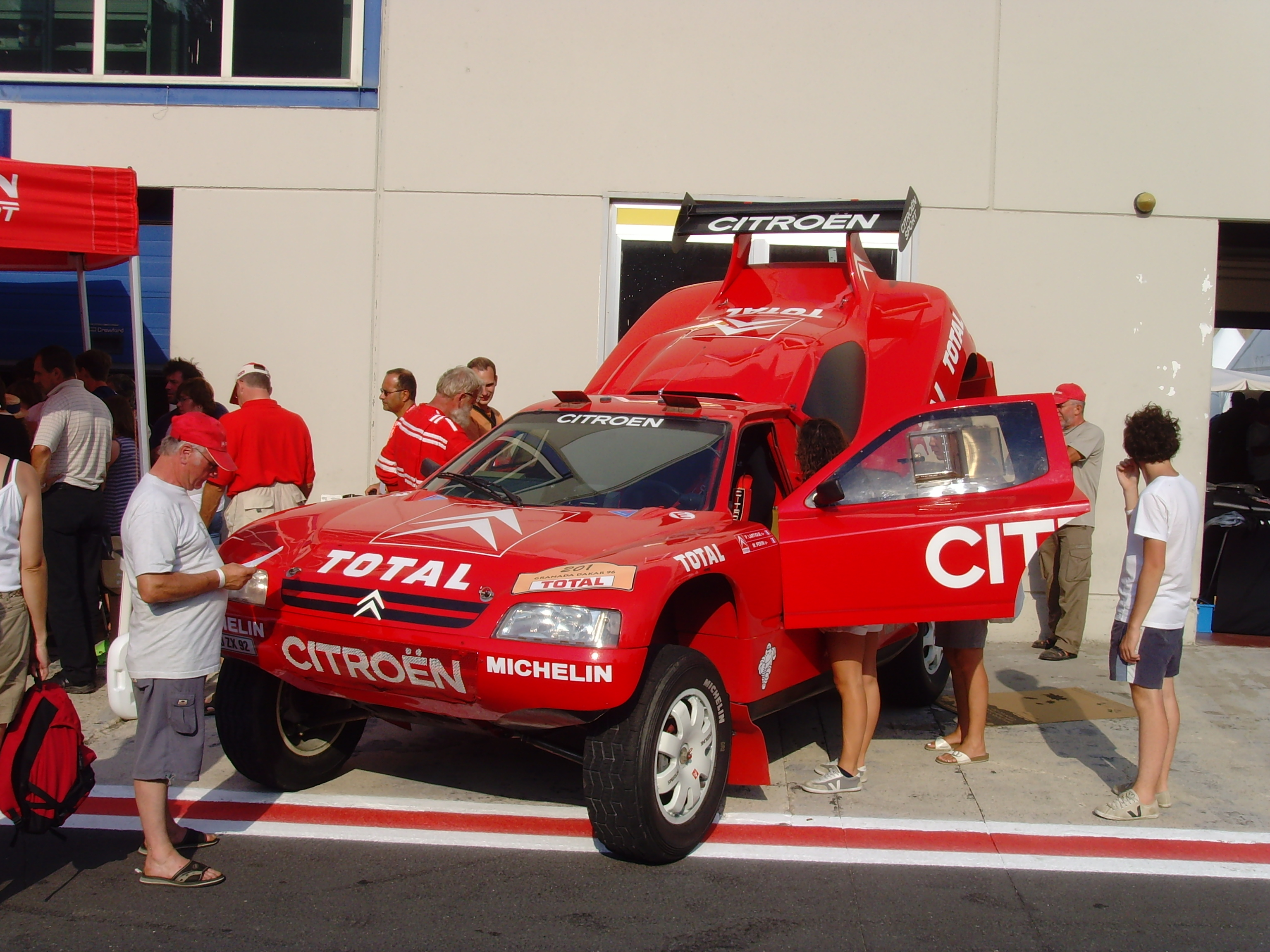
ZX Rallye Raid

In de Dakar-rally werd begin jaren 90 de Citroën ZX Rallye Raid gebruikt als Citroëns rallywapen. Hij was gebaseerd op de Peugeot 405 T16, die al een winnaar was, en was moeilijk te verslaan. De Citroen ZX won de Dakar-rally in 1991 met de Fin Ari Vatanen achter het stuur en de Zweed Bruno Berglund als bijrijder. Van het jaar 1994 t/m 1996 met achter het stuur Fransman Pierre Lartigue en bijrijder Michel Perin. De ASO besloot in 1996 de regels zodanig aan te passen dat de ZX niet meer ingezet kon worden voor de Dakar-rally.